# Британский журнал психиатрии
Британский журнал психиатрии (англ. British Journal of Psychiatry) — рецензируемый научный журнал, издаваемый в Великобритании Королевским колледжем психиатров. Выходит ежемесячно. В журнале публикуются оригинальные исследования, обзоры литературы, рецензии и другие материалы по проблемам психиатрии. Журнал ориентирован на психиатров, клинических психологов и специалистов смежных дисциплин.

## Импакт-фактор
Согласно Journal Citation Reports, импакт-фактор журнала — 5,780 .